# Michael Jai White
Michael Jai White (Brooklyn, New York, 1967. november 10. –) amerikai színész és profi harcművész.

## Életrajz

### Pályafutás
Először a Toxic Avengers II.-ben szerepelt. A Tini Nindzsa Teknőcök moziváltozatának második részében (The Secret of the Ooze) a New York-i rendőrség egyik tisztjét alakította, aki a filmben Arthur Fancy hadnagy (James Mc Daniel alakítása) öccse volt. Első komoly szerepe, a számára nagy áttörést jelentő 1995-ös HBO produkcióban, a Acélökölben volt, ahol a híres nehézsúlyú bokszolót Mike Tyson-t alakította.
Az 1997-ben bemutatott Az ivadék című mozifilmben a híres képregényhőst keltette életre. Alakításáért a Blockbuster Entertainment Awards a legjobb újonc férfi színész díjára jelölte, és a kritikák is nagyon dicsérték. Tökéletes katona – A visszatérés című filmben Jean-Claude Van Damme ellenfelét alakította. A 2001-es Sebhelyekben pedig Steven Seagal-lal játszott együtt. 2003-ban megjelent Busta Rhymes és Mariah Carey közös videóklipjében az I know what You want-ban. White olyan filmekben csillogtatta meg harcművészeti képességeit, mint a Vitathatatlan 2., vagy a Michelle Yeoh-hal közösen készített 2004-es Ezüst Sólyom.
A Miért nősültem meg? 2007 október 12-én a Box Office csúcsán nyitott. A sötét lovag című filmben a bandafőnök Gambol-t alakította. 2009-ben a Vér és csontban szerepelt. 2014-ben a Skalpvadászatban láthattuk a színész negatív szerepben, melyben Tony Jaa és Dolph Lundgren alakítják a főszerepet.

### Magánélete
Michael Jai White Connecticut állam Bridgeport megyéjében született. Karrierje felívelésével Brooklynba (New York) költözött. Elismert harcművész mester, olyan stílusokban tökéletesítette tudását és szerzett mesteri címet, mint a shotokan, taekwondo, tangszudo, vusu, valamint a kjokusin karate. Saját bevallása szerint stílusára a Kyokushin Karate volt a legnagyobb hatással. Michael hétéves korában kezdte harcművészeti edzéseit. 2005 augusztusában feleségül vette barátnőjét, Courtenay Chatman-t.

## Filmográfia

### Film

#### Rendező, író és producer
| Év   | Magyar cím                | Eredeti cím                     | Feladatkör | Feladatkör | Feladatkör | Megjegyzések                           |
| Év   | Magyar cím                | Eredeti cím                     | Rendező    | Író        | Producer   | Megjegyzések                           |
| ---- | ------------------------- | ------------------------------- | ---------- | ---------- | ---------- | -------------------------------------- |
| 2007 |                           | PVC-1                           | Nem        | Nem        | Vezető     |                                        |
| 2009 | Vér és csont              | Blood and Bone                  | Nem        | Nem        | Koproducer |                                        |
| 2009 |                           | Black Dynamite                  | Nem        | Igen       | Nem        |                                        |
| 2009 |                           | Three Bullets                   | Nem        | Igen       | Igen       | rövidfilm harci jelenetek koreográfusa |
| 2011 | Ketrecharc – A leszámolás | Never Back Down 2: The Beatdown | Igen       | Nem        | Nem        |                                        |
| 2016 | Ketrecharc 3. – Mindvégig | Never Back Down: No Surrender   | Igen       | Igen       | Nem        |                                        |
| 2021 |                           | Take Back                       | Nem        | Nem        | Vezető     |                                        |
| 2022 |                           | The Commando                    | Nem        | Nem        | Vezető     |                                        |
| 2022 |                           | As Good as Dead                 | Nem        | Igen       | Vezető     |                                        |
| 2023 |                           | You're Not Alone                | Nem        | Nem        | Igen       |                                        |
| 2023 |                           | Outlaw Johnny Black             | Igen       | Igen       | Igen       | társíró: Byron Minns                   |

#### Színész
| Év   | Magyar cím                                  | Eredeti cím                                              | Szerep                      | Magyar hang            | Rendező                   |
| ---- | ------------------------------------------- | -------------------------------------------------------- | --------------------------- | ---------------------- | ------------------------- |
| 1989 |                                             | The Toxic Avenger Part II                                | Apocalypse, Inc. Executive  |                        | Lloyd Kaufman (1.)        |
| 1989 |                                             | The Toxic Avenger Part III: The Last Temptation of Toxie | Apocalypse, Inc. Executive  |                        | Lloyd Kaufman (2.)        |
| 1991 | Tini nindzsa teknőcök II. – A trutymó titka | Teenage Mutant Ninja Turtles II: The Secret of the Ooze  | férfi a közönség soraiban   |                        | Michael Pressman          |
| 1991 | Korpa között                                | True Identity                                            | férfi a sikátorban          |                        | Charles Lane              |
| 1992 | Tökéletes katona                            | Universal Soldier                                        | katona                      |                        | Roland Emmerich           |
| 1993 |                                             | Full Contact                                             | Low-Ball                    |                        | Rick Jacobson (1.)        |
| 1994 | Lángoló jég                                 | On Deadly Ground                                         | kaszkadőr                   |                        | Steven Seagal             |
| 1994 | Oroszlánütés                                | Lion Strike                                              | Silvio                      |                        | Rick Jacobson (2.)        |
| 1994 | Oroszlánütés                                | Lion Strike                                              | Silvio                      | Jacobsen Hart          |                           |
| 1994 | Oroszlánütés                                | Lion Strike                                              | Silvio                      | Paul G. Volk           |                           |
| 1995 | Az igazság ökle                             | Ballistic                                                | Buck                        |                        | Kim Bass (1.)             |
| 1996 | Két nap a völgyben                          | 2 Days in the Valley                                     | Buck                        |                        | John Herzfeld             |
| 1997 | Acélváros                                   | City of Industry                                         | Odell Williams              | Bognár Tamás           | John Irvin                |
| 1997 | Spawn – Az ivadék                           | Spawn                                                    | Albert "Al" Simmons / Spawn | Kálid Artúr            | Mark A.Z. Dippé           |
| 1998 |                                             | Ringmaster                                               | Demond                      |                        | Neil Abramson             |
| 1998 | A tolvaj és a gyilkosok                     | Thick as Thieves                                         | Pointy Williams             | Galambos Péter         | Scott Sanders (1.)        |
| 1999 | Bajnokok reggelije                          | Breakfast of Champions                                   | Howell                      |                        | Alan Rudolph              |
| 1999 | Tökéletes katona – A visszatérés            | Universal Soldier: The Return                            | SETH                        | Kálid Artúr            | Mic Rodgers               |
| 2001 | Sebhelyek                                   | Exit Wounds                                              | Lewis Strutt                | Barabás Kiss Zoltán    | Andrzej Bartkowiak        |
| 2002 | Pandora szelencéje                          | Trois 2: Pandora's Box                                   | Hampton Hines               | Nagy Ervin             | Rob Hardy                 |
| 2003 |                                             | Justice                                                  | Tre                         |                        | Evan Oppenheimer          |
| 2004 | Ezüstsólyom                                 | Silver Hawk                                              | Morris                      |                        | Jingle Ma                 |
| 2004 | Kill Bill 2. (törölt jelenet)               | Kill Bill: Volume 2                                      | Da Moe                      |                        | Quentin Tarantino         |
| 2006 | Vitathatatlan 2.                            | Undisputed II: Last Man Standing                         | George "Iceman" Chambers    | Betz István            | Isaac Florentine          |
| 2007 | Miért nősültem meg?                         | Why Did I Get Married                                    | Marcus                      | Láng Balázs            | Tyler Perry (1.)          |
| 2008 | A sötét lovag                               | The Dark Knight                                          | Gambol                      | Zöld Csaba[forrás?]    | Christopher Nolan         |
| 2009 |                                             | Black Dynamite                                           | Fekete dinamit              |                        | Scott Sanders (2.)        |
| 2009 | Vér és csont                                | Blood and Bone                                           | Isaiah Bone                 | Horváth-Töreki Gergely | Ben Ramsey                |
| 2009 |                                             | Three Bullets (rövidfilm)                                | férfi                       |                        | Ron Yuan                  |
| 2010 | Miért nősültem meg? 2.                      | Why Did I Get Married Too?                               | Marcus                      |                        | Tyler Perry (2.)          |
| 2010 |                                             | Mortal Kombat: Rebirth (rövidfilm)                       | Jackson "Jax" Briggs        |                        | Kevin Tancharoen          |
| 2011 | Ketrecharc – A leszámolás                   | Never Back Down 2: The Beatdown                          | Case Walker                 | Barabás Kiss Zoltán    | 'Michael Jai White (1.)   |
| 2011 | Speciális alakulat                          | Tactical Force                                           | Tony Hunt SWAT őrmester     | Varga Rókus            | Adamo Paolo Cultraro      |
| 2012 |                                             | We the Party                                             | Davis rendőrtiszt           |                        | Mario Van Peebles         |
| 2012 |                                             | Freaky Deaky                                             | Donnell Lewis               |                        | Charles Matthau           |
| 2012 |                                             | The Philly Kid                                           | Arthur Letts                |                        | Jason Connery             |
| 2013 |                                             | Fedz (rövidfilm)                                         | Big D                       |                        | Q (Kwabena Manso)         |
| 2014 | Android rendőr                              | Android Cop                                              | Hammond tiszt               |                        | Mark Atkins               |
| 2014 | Fedőneve: Sólyom                            | Falcon Rising                                            | John „Sólyom” Chapman       | Sarádi Zsolt           | Ernie Barbarash           |
| 2014 | Skalpvadászat                               | Skin Trade                                               | Reed FBI-ügynök             | Bognár Tamás           | Ekachai Uekrongtham       |
| 2015 | Forró csoki                                 | Chocolate City                                           | Princeton                   | Bognár Tamás           | Jean-Claude La Marre (1.) |
| 2015 | Droghadsereg                                | Chain of Command                                         | James Webster               | Galambos Péter         | Kevin Carraway            |
| 2016 |                                             | Chocolate City: Vegas Strip                              | Princeton                   |                        | Jean-Claude La Marre (2.) |
| 2016 | Zsoldosok krónikája                         | Vigilante Diaries                                        | Barrington                  | Varga Rókus            | Christian Sesma           |
| 2016 | Az ázsiai kapcsolat                         | The Asian Connection                                     | Greedy Greg                 | Dózsa Zoltán           | Daniel Zirilli            |
| 2016 | Ketrecharc 3. – Mindvégig                   | Never Back Down: No Surrender                            | Case Walker                 | Barabás Kiss Zoltán    | Michael Jai White (2.)    |
| 2017 | S.W.A.T. – Tűzveszély                       | SWAT: Under Siege                                        | Scorpion                    | Barabás Kiss Zoltán    | Tony Giglio               |
| 2017 | Testvér játszma                             | Cops and Robbers                                         | Michael                     | Barabás Kiss Zoltán    | Scott Windhauser          |
| 2018 |                                             | Making a Killing                                         | Orlando Hudson              |                        | Devin Hume                |
| 2018 | Kegyetlen zsaruk                            | Dragged Across Concrete                                  | Biscuit                     | Galambos Péter         | S. Craig Zahler           |
| 2018 | Hullagyáros                                 | Accident Man                                             | Mick                        | Bognár Tamás           | Jesse V. Johnson (1.)     |
| 2019 | Véres hármas                                | Triple Threat                                            | Devereaux                   | Petridisz Hrisztosz    | Jesse V. Johnson (2.)     |
| 2019 |                                             | The Hard Way                                             | Payne                       |                        | Keoni Waxman              |
| 2019 |                                             | Undercover Brother 2                                     | beépített testvér           |                        | Leslie Small              |
| 2020 |                                             | HeadShop                                                 | Carter tiszteletes          |                        | Kim Bass (2.)             |
| 2020 |                                             | The Outlaw Johnny Black                                  | Johnny Black                |                        | Michael Jai White (3.)    |
| 2021 | Batman: A sárkány lelke                     | Batman: Soul of the Dragon                               | Bronze Tiger (hangja)       |                        | Sam Liu                   |

## Fordítás
- Ez a szócikk részben vagy egészben  a   Michael Jai White című angol Wikipédia-szócikk fordításán alapul.  Az eredeti cikk szerkesztőit annak laptörténete sorolja fel. Ez a jelzés csupán a megfogalmazás eredetét és a szerzői jogokat jelzi, nem szolgál a cikkben szereplő információk forrásmegjelöléseként.